# CL (sångerska)
Lee Chae-rin (hangul: 이채린), mer känd under artistnamnet CL, född 26 februari 1991 i Seoul, är en sydkoreansk sångerska, rappare och låtskrivare. Hon var tidigare medlem i tjejgruppen 2NE1 tillsammans med Sandara Park, Minzy, och Park Bom från gruppens debut 2009 till att den upplöstes 2016.

## Karriär

### Början på musikkarriären
Hon föddes i Seoul, men tillbringade en stor del av sin barndom i Japan och Frankrike där hon lärde sig tala engelska, japanska och franska. När hon var tonåring bosatte sig hennes familj återigen i Sydkorea.
CL:s första musikdeltagande var i gruppen Big Bangs låt "Intro (Hot Issue)" år 2007. Senare samma år hade hon sitt första framträdande vid Seoul Broadcasting Systems Music Awards tillsammans med musikgrupperna under YG Entertainment. Hennes första krediterade framträdande i en låt var i Uhm Jung-hwas "DJ" 2008, i vilket hon rappade. CL medverkade även i YMGA:s låt "What".

### 2NE1
YG Entertainment annonserade att en ny grupp med fyra medlemmar skulle debutera runt maj 2009. Bolaget påstod att gruppen tränat i fyra år och att deras debutalbum skulle innehålla låtar skrivna av 1TYMs ledare Teddy Park och G-Dragon från Big Bang. Gruppens namn var från början "21", men då en annan sångare använde samma namn lades NE till i namnet, förkortning för "New Evolution". CL placerades som gruppens ledare, tillsammans med övriga medlemmarna Sandara Park, Minzy, och Park Bom.

### Solokarriär
I augusti 2009 samarbetade CL med skivbolagsvännerna G-Dragon från Big Bang och Teddy Park från 1TYM med låten "The Leaders", som var med på G-Dragons första soloalbum Heartbreaker. CL skrev sin egen del av låttexten. I augusti, efter att ha slutfört kampanjen för låten "I Don't Care" hade 2NE1 en kort paus då gruppmedlemmarna fokuserade på egna singlar. Först släppte Sandara Park låten "Kiss" där CL medverkade. Sången toppade som bäst femteplats på Gaon Charts månadslista. CL samarbetade även med Minzy för låten "Please Don't Go,".
I mars 2012 samarbetade CL med koreanska rapparen Kim Jin-pyo för en reklamkampanj av Adidas Originals  I maj 2013 annonserade YG Entertainment att CL skulle släppa sin första solosingel på fem år hos bolaget i slutet av månaden. Den 28 maj släpptes "The Baddest Female" tillsammans med en musikvideo samma dag.

## Diskografi

### Singlar
| År        | Titel                         | Topplacering          |
| År        | Titel                         | Sydkorea (Gaon Chart) |
| Solo      | Solo                          | Solo                  |
| --------- | ----------------------------- | --------------------- |
| 2009      | "Please Don't Go" (med Minzy) | 6                     |
| 2013      | "The Baddest Female"          | 4                     |
| 2014      | "MTBD (Mental Breakdown)"     | 11                    |
| 2015      | "Hello Bitches"               | 21                    |
| 2016      | "Lifted"                      | —                     |
| Medverkan |                               |                       |
| 2007      | "Hot Issue" (av Big Bang)     | —                     |
| 2008      | "DJ" (av Uhm Jung-hwa)        | —                     |
| 2009      | "The Leaders" (av G-Dragon)   | 38                    |
| 2009      | "Kiss" (av Dara)              | 5                     |
| 2014      | "Dirty Vibe" (av Skrillex)    | —                     |
| 2015      | "Doctor Pepper" (av Diplo)    | 370                   |
| 2015      | "Daddy" (av Psy)              | 1                     |